# Brooklyn Park (Minnesota)
Brooklyn Park é uma cidade localizada no estado americano do Minnesota, no Condado de Hennepin.

## Demografia
Segundo o censo americano de 2000, a sua população era de 67.388 habitantes.

## Geografia
De acordo com o United States Census Bureau tem uma área de 68,8 km², dos quais 67,5 km² cobertos por terra e 1,3 km² cobertos por água.

## Localidades na vizinhança
O diagrama seguinte representa as localidades num raio de 8 km ao redor de Brooklyn Park. 